# Barry (Gales)
Barry ([ə ˈbarɪ] en idioma galés: Y Barri) es una localidad cercana a Cardiff, en el sur de Gales. Está situada en la costa del canal de Brístol. El pueblo tiene una población aproximada de 50.000 habitantes. Se trata de un destino de interés turístico, debido a su playa.
Otros pueblos en la localidad son Sully, Llantwit Major, Penmark y Dinas Powys.

## Señales
- Viaducto de Porthkerry

## Educación
Se pueden encontrar las escuelas Barry Comprehensive (masculina) y Bryn Hafren (femenina).

## Deportes
El equipo de fútbol local es el Barry Town FC.

## Zonas
- Colcot
- Merthyr Dyfan
- Gladstone
- Holton
- Cadaxton
- Palmerston
- Romilly
- Highlight Park
- Porthkerry
- Cwm Talwg